# Konterrevolutionäre Hu-Feng-Clique
Der Prozess gegen die konterrevolutionäre Hu-Feng-Clique (chinesisch 胡风反革命集团) war ursprünglich ein Streit über Literatur in den 1950er Jahren in der Volksrepublik China, der politische Züge erhielt. In China wird er allgemein als der erste Literaturprozess (文字狱) der Volksrepublik betrachtet.
Benannt ist der Prozess nach dem Hauptangeklagten, dem Schriftsteller und Literaturtheoretiker Hu Feng. Seine Theorie über Literatur sei von der des kommunistischen Führers Maos abgewichen, so dass Hu und seine Anhänger politisch verfolgt wurden.
Darauf folgte eine Kampagne, in der mehr als 2100 Menschen als politisch bedenklich eingestuft wurden. 92 Menschen wurden verhaftet, 62 isoliert, 75 ihrer Ämter enthoben. Bis 1956 wurden 78 Menschen offiziell als „Hu-Feng-Elemente“ gestuft, davon 23 als Kader. Die tatsächliche Zahl der Menschen, die von diesem Prozess betroffen wurden, war jedoch weit höher als die erwähnten 2100, da zum Teil auch Familienangehörige und Leute mit betroffen waren, die nur entfernt mit den Personenkreis zu tun hatten. Auch spätere kulturpolitische Verfolgungen und Kampagnen in der Volksrepublik China bezogen sich immer auf diesen Prozess; er wurde somit zum Vorbild aller späteren Säuberungen.
1980 beschloss das Zentralkomitee der Kommunistischen Partei, die „konterrevolutionäre Clique des Hu Feng“ zu rehabilitieren. Dieser Beschluss wurde jedoch erst am 18. Juni 1988 mit der Bekanntmachung Nr. 16 des Zentralbüros offiziell.

## Hintergrund

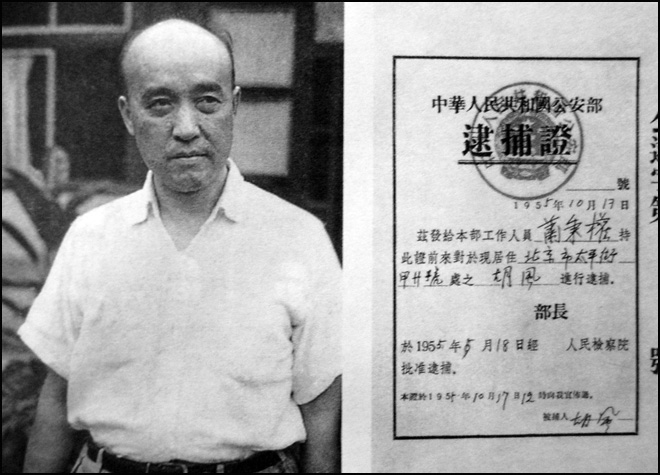
Links: Hu Feng in den 1950er Jahren; Rechts: Haftbefehl gegen Hu Feng von 1955

Hu Feng war ein bekannter Literaturtheoretiker während der republikanischen Zeit nach 1911. Er unterhielt ein enges Verhältnis mit Lu Xun, von dem er stark beeinflusst wurde. Sie wünschten sich mehr Individualität und Menschlichkeit, während Mao Klassenkampf in der Literatur verarbeitet sehen wollte. Obwohl Hu Feng politisch die kommunistische Partei unterstützte und auch gegen die „realitätsferne“ Strömung der damaligen etablierten Literaten eintrat, zeigte er abweichende Meinung zu den aus der Sowjetunion eingeführten „dialektischen Literatur“ und dem literarischen „Objektivismus“.
Dadurch geriet er bereits vor der Errichtung der Volksrepublik China 1949 mehrfach in Konflikt mit kommunistischen Literaten wie Zhou Yang (周扬) und auch mit Mao. Bereits 1936 gab es innerhalb der Liga linksgerichteter Schriftsteller Chinas einen Richtungsstreit zwischen den Parolen „Verteidigungsliteratur“ (mit Zhou Yang und Guo Moruo als Vertretern) und „Volksliteratur während des nationalen revolutionären Krieges“ („民族革命战争的大众文学“, von Lu Xun und Hu Feng). Zugleich stritten Zhou und Hu auch über die Frage des Realismus. 1938 gab Mao die Vorgabe an die Literatur aus, die „chinesisch, optimistisch und vom chinesischen Volk bevorzugt“ sein sollte. Danach entstand unter linken Literaten eine Diskussion darüber, was die „nationale Form“ der Literatur sei. Auch diese Diskussion zeigte unterschiedliche Ansichten zwischen Hu und Mao. In den 1940er Jahren geriet Hu deswegen ins Abseits. Die 1948 in Hongkong herausgegebene Zeitschrift für Volksliteratur (大众文艺丛刊) wurde zum wichtigsten Forum für Kritik an Hu Fengs Theorie und an seinen Werken. Nach der Gründung der Volksrepublik im Jahr 1949 wurden Hu und seine Anhänger zunehmend zu einer Minderheit. Trotzdem behielt Hu sein Vertrauen in die Politik und vermutete nicht, dass er bald Ziel des „Klassenkampfes“ werden würde.

## Vorstufe
1948 fand in Zhengding eine Veranstaltung zum Andenken an Lu Xun statt, an der der Lyriker Ai Qing Hu Fengs Stil kritisierte, ohne ihn jedoch beim Namen zu nennen. Anfang 1952 veröffentlichte die Literaturzeitung (文艺报) Briefe in ihrem internen Korrespondenzkreis, die die Literaturtheorie von Hu Feng ablehnten, und eröffnete damit die Kampagne.
Am 25. Mai 1952 schrieb ein Freund von Hu Feng, der Schriftsteller Shu Wu (舒芜) in einer regionalen Parteizeitung einen selbstkritischen Artikel, in dem er ganz auf die Linie Maos umschwenkte. Am 8. Juni 1952 übernahm Renmin Ribao den Artikel und fügte ein Vorwort hinzu, in dem „die kleine literarische Clique“ mit „Hu Feng als Führer“ ins Unrecht gesetzt wurde:

„In ihren literarischen Werken vergrößern sie einseitig die Bedeutung des Subjekts und betonen sogenannte Lebenskraft. In der Wirklichkeit verneinen sie damit die revolutionäre Praxis und die Bedeutung des Bewusstseinsumbaus. Im Wesen ist das eine kapitalistische, kleinkaplitalistisch-individualistische Literaturtheorie.“

Im September des gleichen Jahres veranstaltete die Propaganda-Abteilung des ZK der KPCh vier Treffen, um Hus Theorie zu besprechen. An ihnen nahm auch Hu selbst teil. Die Propaganda-Abteilung bilanzierte seine „Hauptfehler“ und überreichte diese Zusammenfassung dem ZK und Zhou Enlai. Die Hauptfehler seien:

„Vernachlässigung der Weltanschauung, Verwendung des alten Realismus, um sozialistischen Realismus zu ersetzen. Im wesentlichen Ersetzung der proletarischen Literatur durch kapitalistische, kleinkapitalistische Literatur.
Betonung der abstrakten Subjektivität, Verneinung der Notwendigkeit, dass Kleinkapitalisten ihren Gedanken umformen und ihren Standpunkt ändern müssen. Einseitige Betonung, dass intellektuelle Schriftsteller die fortschrittlichsten Vertreter des Volkes seien. Verachtung des arbeitenden Volkes, besonders der Bauernschaft.
Verherrlichung der westeuropäischen kapitalistischen Literatur, Verachtung des volksliterarischen Erbes. Das ist vollkommen antimarxistische Literaturtheorie … Um den Einfluss der Theorie von Hu Feng und ähnlichen Theorien zu vernichten, wird beschlossen … sie mit Artikeln öffentlich zu kritisieren ...“

Anfang 1953 erschienen in der Literaturzeitung mehrere Artikel, die Hu öffentlich kritisierten. Hu war damals Vorstandsmitglied des chinesischen Literaturverbands und Abgeordneter zum Nationalen Volkskongress. Er fühlte sich zu Unrecht kritisiert. Mit Hilfe seiner Unterstützer fertigte er einen Bericht über die Praxis und Lage der Kunst und Literatur in den letzten Jahren (关于解放以来的文艺实践情况的报告) an. In der Art traditioneller Gelehrter überreichte er dieses Schreiben der höchsten Stelle der kommunistischen Partei, dem Politbüro. Der Bericht hat vier Abschnitte:
1. Rekapitulation der Ereignisse der letzten Jahre
2. Einige theoretische Klärungen
3. Beispiele aus der Praxis und der Parteipolitik
4. Vorschläge

## Einmischung der höchsten Ebene
In seinem Bericht leugnete Hu die an ihn geäußerten Kritiken vollständig und betonte seine eigene Ansicht. Er kritisierte auch die Literaturpolitik und -maßnahmen „seit der Befreiung“ und stellte seine eigenen Vorschläge vor. Ende des Jahres gab es eine große Konferenz des Schriftstellerverbands. Ursprünglich sollte diskutiert werden, welche Haltung man zu dem klassischen Werk Der Traum der roten Kammer einnehmen soll, außerdem ging es um eine Bilanz der Arbeit der Literaturzeitung. Mao und das Zentralkomitee kritisierten auf dieser Konferenz die Literaturzeitung und die Führung des Literaturverbandes. Hu nahm fälschlich an, dass dies auf sein Schreiben zurückzuführen war. Er dachte, die Zeit sei reif für einen Generalangriff auf seine Gegner und rechnete in zwei Reden mit der damaligen Führung des Literaturbetriebs ab. Damit stach er in ein Wespennest. Zum Schluss der Konferenz wurde plötzlich Hu selbst Gegenstand des Streits. Zhou Yang widmete in eine Rede (Mao persönlich nickte den Text ab) Wir müssen kämpfen (我们必须战斗) speziell dem „Problem Hu Feng“. Es gehe um die Verteidigung des Marxismus, des sozialistischen Realismus.
Hus Bericht wurde von der Parteizentrale an den Vorstand des Schriftstellerverbandes weitergeleitet. Januar 1955 stimmte die Zentrale dem Bericht über Kritik der Hu Feng Gedanken der Propaganda-Abteilung zu. Im Februar begann der Schriftstellerverband, Hu Feng öffentlich zu kritisieren. Der zweite und vierte Teil von Hu Fengs Schreiben wurden aus dem Zusammenhang gerissen in der Literaturzeitung veröffentlicht. Mao wies den Literaturverband an, Hu Feng und seinen „kapitalistischen Idealismus“ sowie seine „antikommunistische, volksfeindliche“ Literaturtheorie „schonungslos“ zu kritisieren. Die landesweite Kampagne gegen Hu Feng wurde eingeleitet. Am 1. April veröffentlichte Guo Moruo in der Renmin Ribao einen Artikel mit dem Titel Die antisozialistischen Thesen des Hu Feng, in dem er Hu Fengs Schreiben Punkt für Punkt verriss. Kurze Zeit danach gab Shu Wu private Briefe von Hu Feng aus den 1940er Jahren an ihn weiter. Später wurden alle Beteiligten angewiesen, private Briefe von Hu Feng herauszugeben; sollte bei einer Durchsuchung festgestellt werden, dass sich jemand dieser Anordnung widersetzt hätte, würde dies als ein Verbrechen geahndet.
Mao persönlich las in diesen Briefen und gab Anweisung an die Propaganda-Abteilung und an das Innenministerium, einen Prozess gegen die „konterrevolutionäre Clique um Hu Feng“ zu führen. Am 13. Mai veröffentlichte Renmin Ribao diese privaten Briefe als Beweis für konterrevolutionäre Tätigkeiten. Später wurden sie als Buch veröffentlicht; Mao schrieb persönlich ein Vorwort dafür. In einem Artikel der Renmin Ribao hieß es etwa, die „Hu-Feng-Elemente“ seien „getarnte Konterrevolutionäre“ und schon früher Handlanger der Kuomintang von Chiang Kai-shek gewesen, jetzt arbeiteten sie für eine Untergrundorganisation der Kuomintang, die wieder zur Herrschaft strebe.
In den 20 Tagen vom 18. Mai bis 8. Juni wurde täglich in der Renmin Ribao auf Seite 3 über zwei Drittel des Platzes, manchmal sogar die gesamte Seite, dazu benutzt, um Artikel, Leserbriefe und Karikaturen gegen Hu Feng zu veröffentlichen. Manchmal wurden noch weiteren Seiten hinzugefügt. Auf der Schlagzeile hieß es mit großem Schriftzeichen: Seid wachsam, entlarvt Hu Feng. Im Folgemonat wurden weitere 15 ganzseitige Artikel veröffentlicht, unter dem Titel Die konterrevolutionäre Hu-Feng-Clique entschlossen und vollständig vernichten. Die gesamte Propagandamaschinerie des Landes wurde mobilisiert, hunderttausende Propagandabücher, -comics, -karikaturen wurden in kurzer Zeit gedruckt und verteilt.
Der Druck, der durch die offiziellen Propagandaeinrichtungen erzeugt wurde, war immens. Bald wurde Hu Feng langsam auch im Kreise der Literaten isoliert (划清界限, Klar die Grenze ziehen). Ein typisches Beispiel war der von Ba Jin geschriebene und in der Renmin Ribao veröffentlichte Artikel Hu Fengs konterrevolutionäre Clique muss vollständig vernichtet werden (必须彻底打跨胡风反党集团).

## Verhaftungen
Am 16. Mai 1955 wurde Hu Feng verhaftet. Der Haftbefehl wurde jedoch erst am 18. vom Volkskongress ausgestellt. Hu wurde zuerst drei Monate lang in einer Polizeistation interniert, danach in ein Gefängnis in Beijing gesteckt. Erst Ende 1965 wurde er offiziell verurteilt. Viele weitere Menschen wurden seinetwegen als Konterrevolutionäre verurteilt. Nach einem Bericht des Innenministeriums, der Obersten Volksstaatsanwaltschaft und des Obersten Volksgerichts wurden in den Jahren 1955 bis 1956 insgesamt über 2100 Menschen als politisch verdächtig eingestuft, 92 Menschen verhaftet, 62 interniert, 73 des Amtes enthoben. Bis 1956 wurden insgesamt 78 Menschen offiziell als „Hu-Feng-Elemente“ eingestuft, davon 23 als Kader. Unter ihnen waren zahlreiche bekannte Schriftsteller und Intellektuelle.

## Nach der Verurteilung 1965
Erst am 26. November 1965 verurteilte ein Gericht Hu Feng zu 14 Jahren Gefängnis. Zu dieser Zeit hatte Hu bereits über 10 Jahre im Gefängnis verbracht. Die restlichen vier Jahre wurden ihm auf Bewährung erlassen.
Nach der damaligen Parteilinie wurde alles, was mit Hu Feng zu tun hatte, verboten. Selbst Bücher von Friedrich Engels und Maxim Gorki, sofern sie von „Hu-Feng-Elementen“ übersetzt worden waren, wurden von dem Verbot erfasst.
1966 begann die Kulturrevolution. Das Ehepaar Hu Feng wurde nach Sichuan zur Arbeit verbannt. Im November 1967 wurde Hu Feng grundlos inhaftiert. Da er auf Zeitungspapier Gedichte schrieb, wurde er im Januar 1970 zu lebenslanger Haft verurteilt, weil er auf ein Bild von Mao konterrevolutionäre Gedichte geschrieben habe.
Während der Kulturrevolution wurden auch die damaligen Gegner von Hu Feng verfolgt. Zhou Yang wurde verhaftet. Shu Wu wurde bereits davor in der Hundert-Blumen-Bewegung als „rechtes Element“ eingestuft und musste in der Kulturrevolution Verfolgung und Erniedrigung aller Art erdulden.

## Rehabilitierung
1978 wurde Hu Feng aus dem Gefängnis entlassen. 1980 beschloss das Zentralkomitee, das Urteil gegen die „konterrevolutionäre Hu-Feng-Clique“ aufzuheben und Hu Feng zu rehabilitieren. Im Dokument Nr. 76 des ZK heißt es: „Der Prozess gegen die ‚konterrevolutionäre Clique des Hu Feng‘ entstand aus der damaligen historischen Situation. Dabei wurden zwei im Wesen unterschiedliche Konflikte vermischt. Einige Genossen, die eine falsche Meinung geäußert haben oder der Religion gefolgt sind, wurden fälschlicherweise als konterrevolutionär oder als konterrevolutionäre Clique eingestuft. Das ZK hat beschlossen, dies zu revidieren.“ Nichtsdestoweniger sei „die Literaturtheorie und die Ansichten von Hu Feng überwiegend falsch“ und „ein Ausdruck des kleinbürgerlichen Individualismus und Idealismus“, „eine Minderheit der Genossen um Hu Feng bildete eine kleine Clique, arbeitete gegen die Führung der Literatur durch die Partei und schadete der Einigkeit der revolutionären Literatur“; außerdem habe Hu Feng in den 1920er Jahren „konterrevolutionäre Ämter“ bekleidet, „antikommunistische Artikel“ geschrieben und „konterrevolutionäre Propaganda getrieben“; diese „historischen Probleme“ würden bestehen bleiben.
Nach der Rehabilitierung wurde Hu Feng Abgeordneter der Politische Konsultativkonferenz des chinesischen Volkes, Kommissar des Literaturverbands, Berater des Schriftstellerverbands sowie Berater des Instituts für Kunst. 1985 starb Hu Feng, aber seine Familienangehörigen waren mit den Texten der Rehabilitierung von 1980 und insbesondere mit dem offiziellen Nachruf unzufrieden. Sein Leichnam blieb lange Zeit aufgebahrt, bevor er beerdigt wurde. Im April gab das Innenministerium unter Zustimmung des Sekretariats der Parteizentrale die Bekanntmachung Nr. 50 heraus, in dem die Wörter „historische Probleme“ aus der ersten Rehabilitierung zurückgenommen wurden.
Im Januar 1986 beschloss die Parteizentrale, das historische Urteil über Hu Feng zu revidieren. Am 18. Juni 1988 widerrief die Parteizentrale mit der Bekanntmachung über die weitestgehenden Rehabilitierung des Genossen Hu Feng die Urteile Individualismus, Cliquenbildung und Idealismus. Erst damit wurde die „konterrevolutionäre Hu-Feng-Clique“ endgültig rehabilitiert.

## Historisches Erbe und Einfluss
Die Parteizentrale nutzte damals den Prozess gegen Hu Feng und seine Anhänger, um eine landesweite Säuberungskampagne zu veranstalten. Innerhalb von zwei Monaten wurden insgesamt 29.230 „Konterrevolutionäre“ und andere „schlechte Elemente“, 12.488 „verdächtige konterrevolutionäre Elemente“ und eine Vielzahl von „Cliquen“ aufgedeckt. In einem Bericht an die Sowjetunion hieß es, dass in ganz China über 12 Millionen Menschen überprüft wurden. Die Überprüfungen begannen im Juni 1955 und dauerten bis Mitte September, wobei 22,2 Millionen Menschen „genauestens überprüft“ wurden. Darunter wurden 118.000 Menschen als Konterrevolutionäre, Verräter und Schwerverbrecher „enttarnt“ und 11.000 Cliquen wurden aufgedeckt. Später, in den 1980er Jahren, wurden Hu Feng und seine Anhänger jedoch schrittweise vollständig rehabilitiert. Kein einziger Vorwurf gegen ihn hatte Bestand. Über zehn Millionen Menschen waren aus nichtigen Gründen Opfer von Verdächtigungen und Verfolgungen geworden.
Das Nachdenken über diesen Prozess dauert bis heute an. Hu Feng sagte später, dass er in Ungnade gefallen sei, weil Mao „abweichende Meinungen nicht mag, weil er es nicht mag, wenn andere Leute sich seiner Meinung nicht anschließen. Wahrscheinlich hatte er auch das Gefühl, ich verehrte ihn nicht genug.“
Einige Historiker vertreten die Meinung, dass die Kritik an Hu Feng in Wirklichkeit gegen Lu Xun gerichtet sei. Man wollte damals bestimmte Theorien von Lu Xun ideologisch ausmerzen. Allgemein wird Mao für den Prozess verantwortlich gemacht. In den letzten Jahren wurde jedoch auch die Meinung laut, dass der Prozess nicht allein an Mao festzumachen sei, sondern der Fehler eines gewalttätigen Systems gewesen sei. Der Historiker Jia Zhifang (贾植芳) meinte dazu sogar: „An Stelle von Zhou Yang hätte Hu Feng noch mehr gewütet.“
Bereits im Hu-Feng-Prozess wurden viele Phänomene sichtbar, die später in der Kulturrevolution ausgiebig in Erscheinung traten: Erstellen von falschen Beweisen, Mobilisierung der offiziellen Propagandamaschinerie, landesweite Verfolgung. Von den ausgeführten Aktionen und von der benutzten Sprache her weisen die beide Ereignisse augenfällige Ähnlichkeit auf. Shu Wu gab private Briefe heraus, später wurde dies sogar zur Pflicht. Die Moralvorstellungen des Volkes und der Intellektuellen erlitten verheerenden Schaden. Die Medien wurden vollständig zur Propagandamaschine der Politik umfunktioniert. Renmin Ribao trat in diesem Punkt besonders hervor. Das Erscheinungsbild der Medien wurde dadurch zerstört.
Auch innerhalb des Kreises der Intellektuellen schlug der Prozess tiefe Wunden. Nach diesem Ereignis war die optimistische Atmosphäre besonders innerhalb der älteren Generation, die noch in der Republik gelebt und auch gearbeitet hatten, verschwunden. Viele dieser Intellektuellen lebten seit dieser Zeit in Angst, viele begingen Selbstmord. Die Atmosphäre unter den Intellektuellen wurde danach als „bedrückend“ beschrieben, die Aufbruchstimmung war verflogen. Viele Literaten hörten danach zu schreiben auf. Die Zahl der literarischen Werke sank dramatisch, ihre Themen und Formen verarmten. Der Glaube der Intellektuellen an die kommunistische Partei und an ein „Neues China“ erlitt einen schweren Schlag.

## Weiterführende Literatur
- Mao Zedong: Ausgewählte Werke. Volksverlag, 1. Dezember 1991, ISBN 978-7-01-000922-3
- Dai Guangzhong (戴光中): Biographie von Hu Feng (胡风传). Volksverlag Ningxia, 1994-12, ISBN 7-227-01399-5
- Li Hui (李辉): Die Geschichte des Prozesses gegen die Hu-Feng-Clique (胡风集团冤案始末). Volksverlag Hubei, ISBN 978-7-216-03556-9
- Hu Feng: Dreihunderttausend-Schriftzeichen-Schreiben (Sanshiwan yan shu 三十万言书). Volksverlag Hubei, Januar 1, 2003, ISBN 978-7-216-03555-2
- Xiao Feng (晓风): Mein Vater Hu Feng (我的父亲胡风). Volksverlag Hubei, Februar 2007, ISBN 978-7-216-04499-8